# Château de Vaucouleurs (Trélivan)
Le château de Vaucouleurs est situé à Trélivan en France.

## Localisation
Le manoir est situé sur la commune de Trélivan, au lieu-dit Vaucouleurs, dans le département des Côtes-d'Armor en région Bretagne.

## Description
De l'ancien château, il ne subsiste qu'une tour hors-œuvre qui intègre une porte cintrée et moulurée, des ouvertures et des lucarnes en partie haute, dégarnies de toute couverture. L'ensemble comprend également un colombier et des vestiges de portail. Le logis encadrant la tour témoigne de l'influence de l'architecture militaire avec ses cheminées, son ordonnance et ses lucarnes à arc segmentaire.

## Historique
Le château de Vaucouleurs, attesté en 1248, est d'abord une possession de la famille éponyme. En 1410, c'est la propriété de Guillaume de Guitté. En 1427, le duc Jean V y convoque le ban et l'arrière-ban de Bretagne à l'occasion d'un conflit avec les Anglais. Il est reconstruit au XVIe siècle, période pendant laquelle il est habité par Guy de Guitté et son épouse. Le château passe aux d'Espinay puis au comte de Boishue qui le démantèle partiellement vers 1770 pour édifier son château à Yvignac-la-Tour. 
La tour aurait été décoiffée par les occupants pendant la Seconde Guerre mondiale.
Le château est inscrit partiellement au titre des monuments historiques par arrêté du 21 janvier 1926. Les éléments protégés sont la petite porte, les vestiges du portail et la tourelle d'escalier.